# بيت

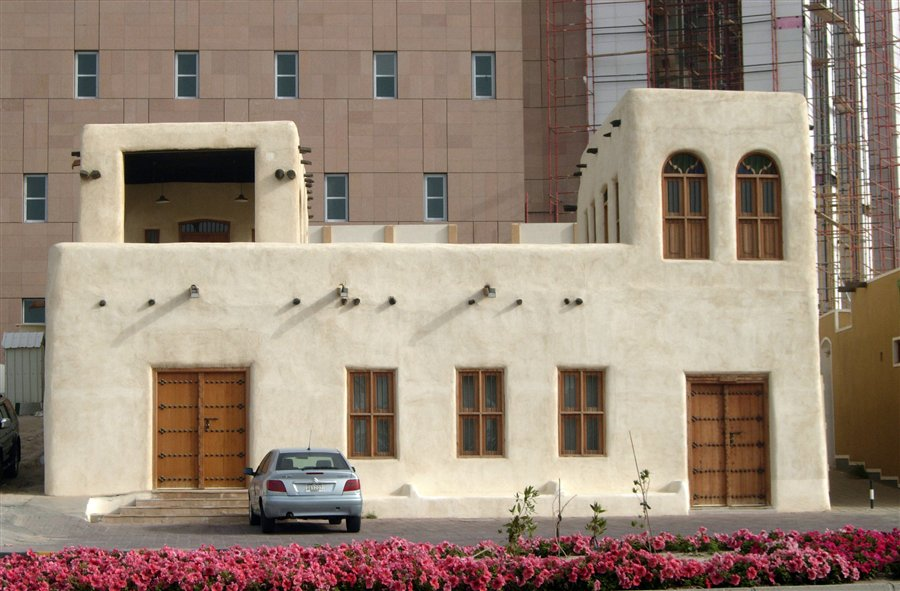
دار تقليدية بمدينة الكويت.

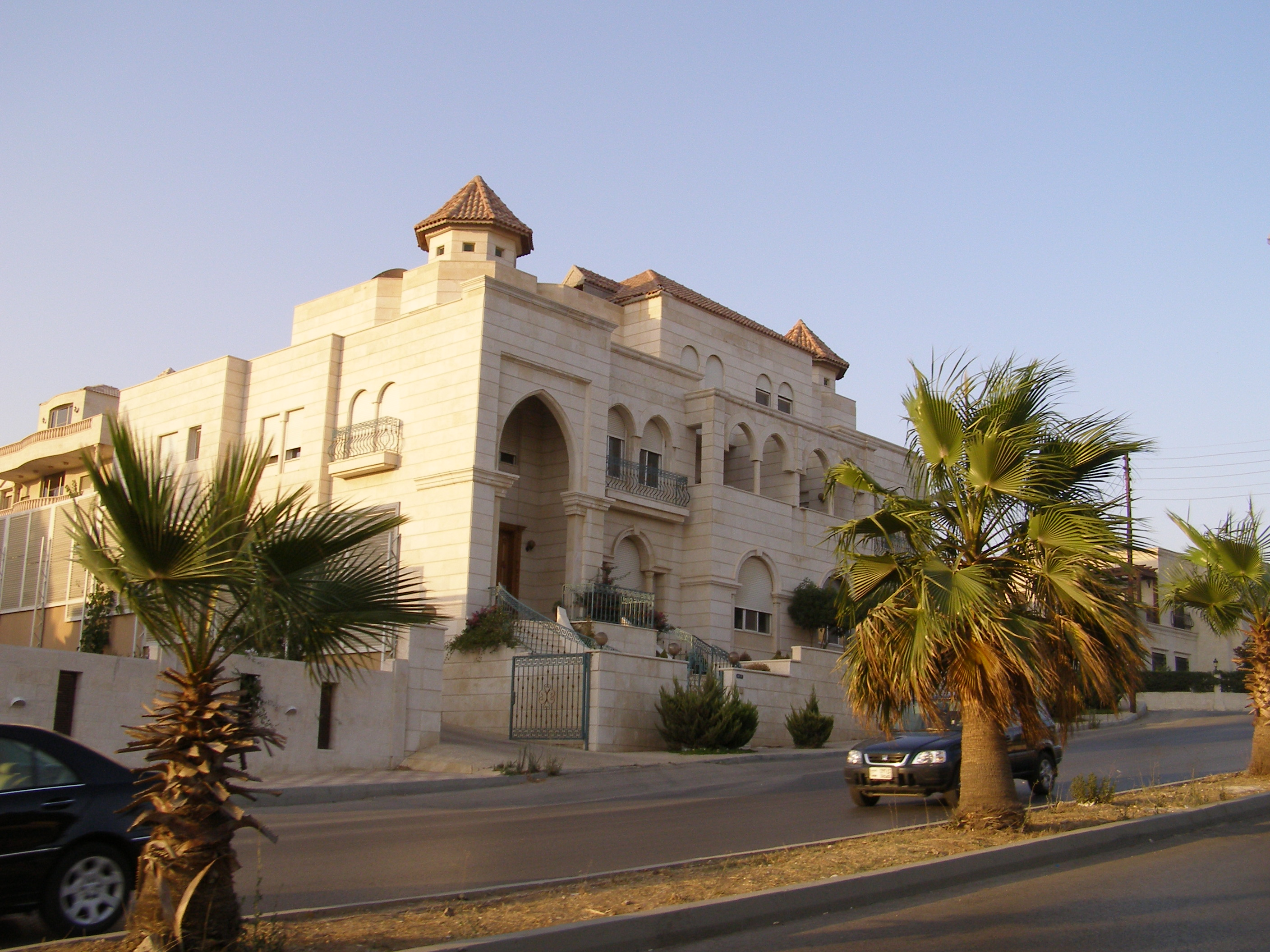
قصر متوسط الحجم بالأردن

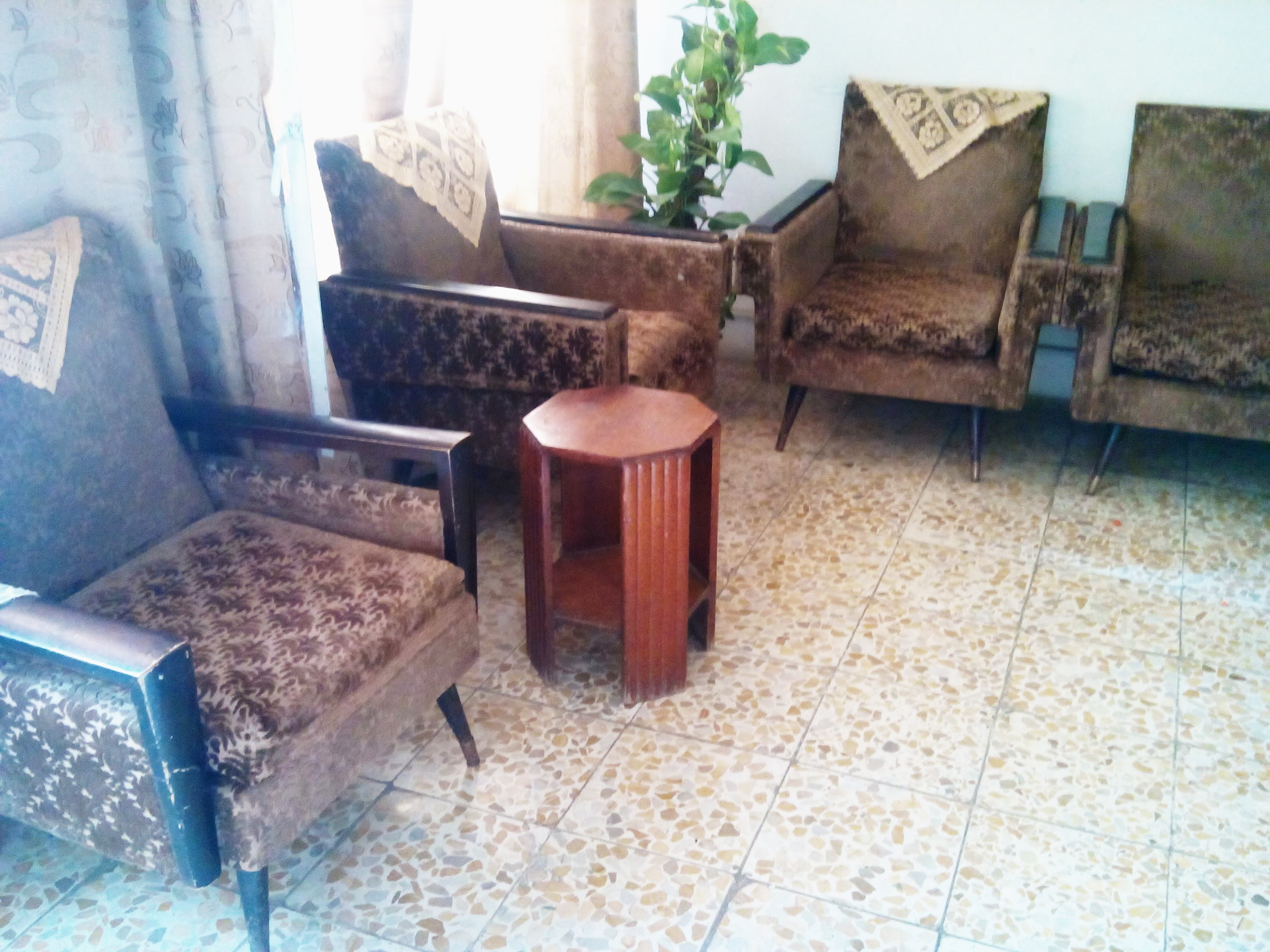
أثاث منزل في بغداد 2015

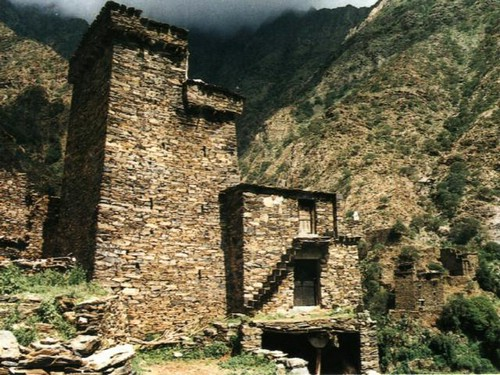
بيت تقليدي في الباحة جنوب السعودية.

البَيت أو الدار هو مأوى الإنسان وأفراد أسرته وجميع من يعيشوا معه. يراه في صورة أكثر من دار يسكنها، بل المكان الذي يخلد فيه إلى الراحة في كنف من يحبونه.
تختلف البيوت في إنشائها وحجم وتوزيع غرفها حسب البيئة التي تبنى فيها وحسب ثقافة ومدى وفرة مال أصحابها وعدد أفرادهم. ولكن أساسيات البيوت أنها تحوي غرفا للنوم، وأخرى للمعيشة وثالثة للضيوف وفي جانب من البيت يتبوأ المطبخ مكانا يهم سيدة البيت بالإضافة إلى منافع البيت من حمامات وغرف خزين وغسيل.
والبيت قد يكون شقة في مبنى أو منفصلا على أرض خاصة تحيط به ويعرف بكلمة أصلها إيطالي وهي فيلا. كما أن البيت يمكن أن يكون خيمة بدوي يطلقون عليه شقة أو كوخا في أدغال أفريقيا. أو عائما في البحر أو أحد الأنهار.
الإنسان منذ الأزل يبحث عن مأواه، فهو متطلب أساسي لحياته كطعامه وشرابه وكسائه.

## الفرق بين الدار والبيت والمسكن
- البَيْت: هو المكان الذي يعتاد الإنسان أن يبيت فيه أي يقضي الليل نام أم لم ينم. ولا يشترط فيه أن يكون مبنيا ولكن يشترط أن يكون لعائلة صغيرة واحدة لا يشاركهم فيه أحد. قد يكون خيمة أو شقة أو دار أو كهف أو حتى غرفة في دار أو مأوى أو نزل.
- المَسْكَن: هو حيث يسكن الإنسان، مثل البيت ولا يشترط فيه أن يكون من يبيت في المكان مرتبط بالآخرين. فكل بيت مسكن ولكن ليس كل مسكن بيت.
- الدَار: يشترط في الدار أن تكون مبنية، الدار يشار بها إلى الأرض والبناء معا بخلاف البيت والمسكن الذي يشار فيه إلى الفضاء الذي يشغله الساكن. الدار قد يكون فيها بيت أو أكثر من بيت، وقد لا يكون فيها بيت إطلاقا مثل دار القضاء أو دار الطباعة.
- المَنْزِل: المنزل هو ما كان فيه أكثر من بيت سواء كانت البيوت مرتبطة ببعض ببناء واحد كالعمارة السكنية والدار أو كن البيوت متفرقة كمجمع صغير.

## أعلام
- جورج ماكليلان